# Difluoreto de ununóctio
Difluoreto de ununóctio é um composto químico teórico de fórmula UuoF2 no qual o ununóctio estaria no estado de oxidação +2. Este composto seria bastante estável, com uma energia de formação calculada de 443,8 kJ·mol-1:
F2 + Uuo → UuoF2 + 443,8 kJ·mol-1
A ligação Uuo-F seria de natureza mais iônica do que covalente, o que faria o difluoreto de ununóctio ser um sólido ligeiramente volátil.